# Коберсдорф
Коберсдорф (нем. Kobersdorf) — община (нем. Gemeinde) в Австрии, в федеральной земле Бургенланд.
Входит в состав округа Оберпуллендорф. Площадь общины составляет 27,29 км², население — 1879 человек (1 января 2021), плотность населения — 69 чел./км². Официальный код — 10807.

## Население
| Год  | Численность |
| ---- | ----------- |
| 1869 | 1870        |
| 1889 | 2005        |
| 1890 | 2009        |
| 1900 | 1962        |
| 1910 | 2057        |
| 1923 | 2143        |
| 1934 | 2232        |
| 1939 | 1901        |
| 1951 | 2023        |
| 1961 | 1918        |
| 1971 | 1941        |
| 1981 | 1823        |
| 1991 | 1799        |
| 2001 | 1829        |
| 2011 | 1930        |
| 2021 | 1879        |

## Политическая ситуация
Бургомистр коммуны — Клаус Шюц (СДПА) по результатам выборов 2007 года.
Совет представителей коммуны (нем. Gemeinderat) состоит из 21 места.
- СДПА занимает 11 мест.
- АНП занимает 7 мест.
- Партия ZDORF занимает 3 места.